# モスカレーンクィ (キーウ州)
モスカレーンクィ（ウクライナ語：Москале́нки；意訳：「兵士の村」）は、ウクライナのキーウ州オブーヒウ地区にある村。ローシ川河岸に位置する。1779年にロシア帝国軍の兵士の集落として創建された。村名は「モスカレーンコ」というウクライナ人の名字に由来し、モスカーリ人（兵士）の子孫の集落を意味している。面積は約1.9km²（2005年）。人口は458人（2005年）。